# Castillo de Ballone

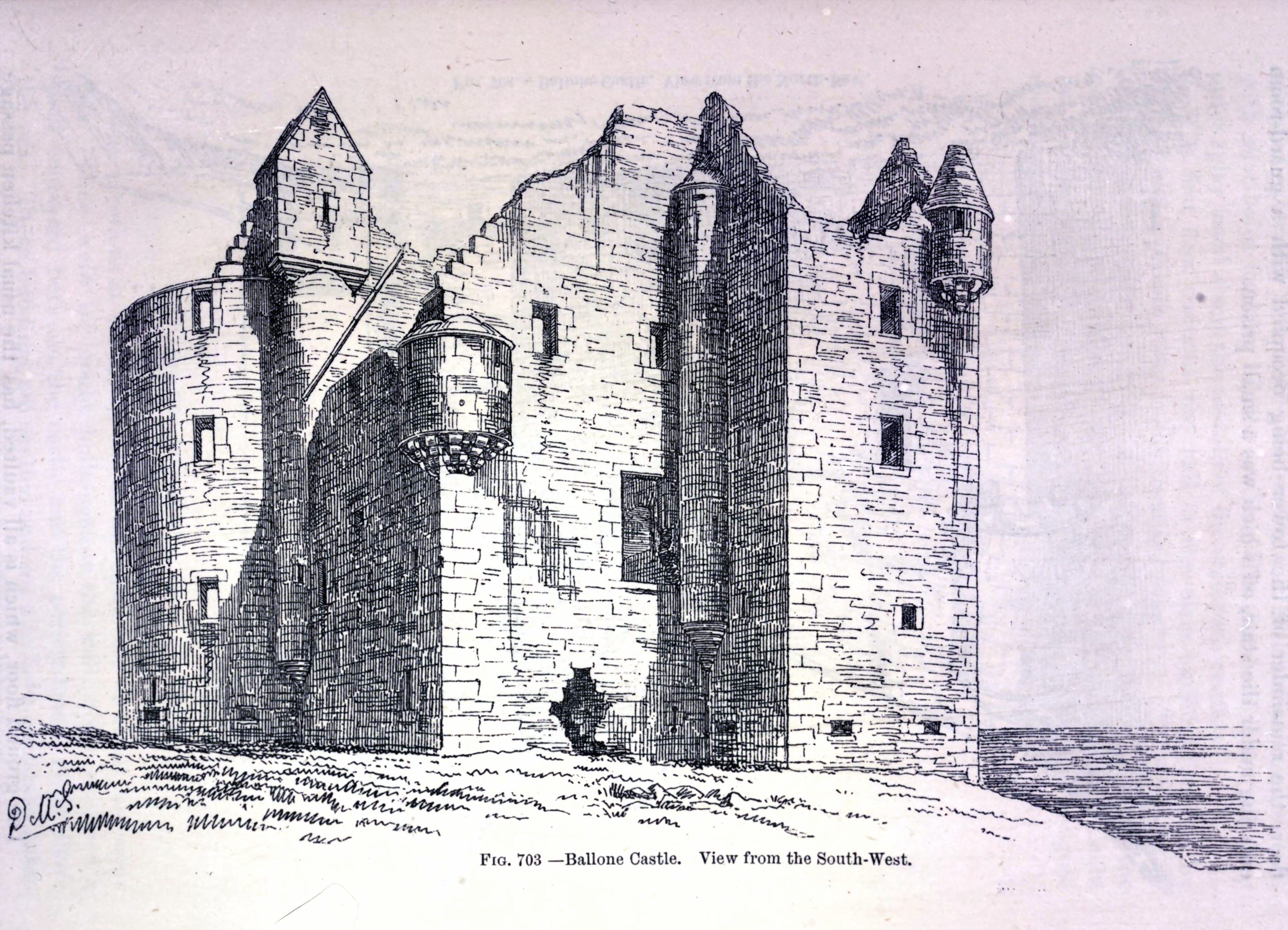
Ruina del castillo vista desde el suroeste. Se ve la torre circular (izq.) y la torre cuadrada (dcha.) Ilustración de 1887.

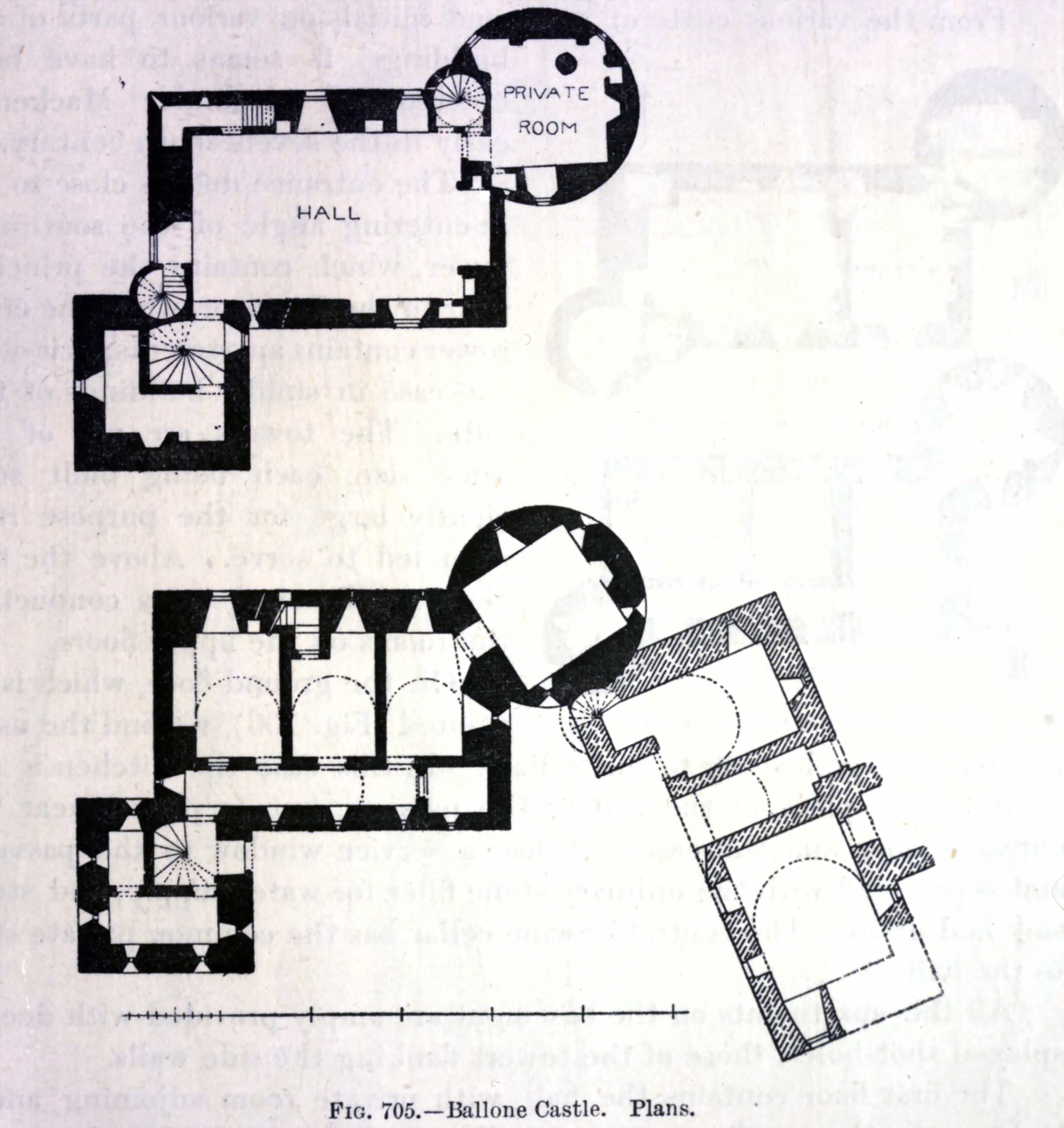
El castillo de Ballone

El castillo de Ballone, también conocido como Bindal Muir, el castillo de Tarbat o Castlehavencerca, cerca de Tain, en Highland, es una fortificación del siglo XVI, con planta en forma de Z, que consiste en una torre central, de planta rectangular, con torres, diagonalmente opuestas, en sus extremos.